# 盈江羽唇兰
盈江羽唇兰（学名：Ornithochilus yingjiangensis）为兰科羽唇兰属下的一个种。